# Лобченко, Дмитрий Андреевич
Дмитрий Андреевич Лобченко (род. 2 мая 1996 года) — российский пловец в ластах.

## Карьера
Тренировался в Кропоткине у Е.И. Григорьева. Чемпион мира 2016 года в смешанной эстафете 4×2000 метров. Призёр чемпионатов мира, Европы, России.
На данный момент занимается организацией спортивно-массовых мероприятий в городе Кропоткин.
Приказом Министра спорта России №47-нг от 12.05.2014 года присвоено звание мастер спорта России международного класса.
Студент КубГУФКСиТ.

## Личная жизнь
Сестра — Анастасия Андреевна Лобченко (29.09.2009). В данный момент семейное положение — женат. Сын Егор (19.12.2024).  Родители Лобченко Е. Г. - тренер по спортивной гимнастике.